# Бертулетти, Джованни
Джованни Бертулетти (итал. Giovanni Bertuletti; 24 апреля 1828, Вилла-д’Альме — 19 февраля 1904, Бергамо) — итальянский композитор и органист.

## Биография
Учился музыке в Милане у скрипача и композитора Феличе Фрази, затем окончил Миланскую консерваторию с дипломами по фортепиано и вокалу. Руководил военным оркестром в Бергамо, затем в 1863—1867 гг. работал в Мюнхене учителем музыки в богатом семействе Дессауэров, а затем вернулся в Бергамо, чтобы сменить Антонио Дольчи во главе фортепианного класса Музыкального института Бергамо (здесь среди его учеников были, в частности, Анджело Маскерони и Луиджи Логедер). В 1874 г. отказался от этой должности и отправился в Лейпциг. Вернувшись в Бергамо, преподавал музыку в одной из гимназий города, был органистом в церкви Санта-Мария-Маджоре. Сочинил Реквием, две Stabat mater и ряд других произведений церковной музыки.